# Yecapixtla
Yecapixtla là một đô thị thuộc bang Morelos, México. Năm 2005, dân số của đô thị này là 39859 người.